# Euborlasia nigrocincta
Euborlasia nigrocincta är en djurart som tillhör fylumet slemmaskar, och som beskrevs av Ernest F. Coe 1940. Euborlasia nigrocincta ingår i släktet Euborlasia och familjen Lineidae. Inga underarter finns listade i Catalogue of Life.